# Mercedes-Benz W153
La sigla W153 identifica l'ultima serie della Mercedes-Benz 230, un'autovettura di fascia alta prodotta dal 1938 al 1943 dalla Casa tedesca Mercedes-Benz.

## Profilo e caratteristiche
Questo modello è nato per affiancare la 230 W143, rispetto alla quale propone alcune novità, primo fra tutti un nuovo telaio costituito da due tubi ovali disposti ad X in luogo del vecchio telaio in lamiera d'acciaio stampata. Tale telaio è lo stesso utilizzato anche per la 170V, in produzione già da un paio d'anni, ma con diverse varianti di passo. Infatti, la 230 W153 può essere visibile in pratica come una 170V equipaggiata con un motore più grande. Per il primo anno di produzione, il motore utilizzato è stato il vecchio 2.2 litri M143 da 55 CV montato anche sulla precedente 230. Ma al Salone dell'Automobile di Berlino del 1939 venne presentata la 230 W153 equipaggiata da un nuovo propulsore, questa volta da 2.3 litri, denominato M153, dalle prestazioni pressoché invariate. La velocità massima della vettura era di 116 km/h. La vettura era equipaggiata con un cambio a 4 marce, impianto frenante idraulico a quattro tamburi e sospensioni a ruote indipendenti con retrotreno a semiassi oscillanti ed avantreno a balestre trasversali. Le carrozzerie proposte comprendevano la limousine a 4 porte e tre tipi di cabriolet.

La 230 W153 è stata prodotta in due versioni, la "base" e la SV: quest'ultima, più sportiveggiante nel look, è stata proposta anche con carrozzerie berlina aerodinamica e roadster. Nasceva sul telaio a passo corto della 230 W153 normale e grazie al peso ridotto ed alla migliore aerodinamica la velocità massima saliva a 125–130 km/h.

Con l'inoltrarsi del periodo bellico e le sempre più serie difficoltà che culmineranno in seguito con il bombardamento degli stabilimenti Mercedes-Benz, già nel 1943 la 230 W153 venne tolta di produzione. La sua erede arriverà solo in tempi migliori alcuni anni dopo la fine del conflitto, nel 1951 e sarà la 220 W187.